# Zespół kościoła Matki Bożej Częstochowskiej w Mętkowie
Zespół kościoła Matki Bożej Częstochowskiej w Mętkowie – zabytkowy zespół kościoła znajdujący się w województwie małopolskim, w powiecie chrzanowskim, w gminie Babice, w Mętkowie.
Zespół, w skład którego wchodzi: kościół oraz dzwonnica, wpisany został do rejestru zabytków nieruchomych oraz
znajduje się na Szlaku Architektury Drewnianej województwa małopolskiego .

## Historia
Kościół zbudowano w 1771 r. w Niegowici, a w 1973 przeniesiono do Mętkowa. Kościół poświęcił 1 maja 1974 r. ówczesny metropolita krakowski kardynał Karol Wojtyła.

## Architektura
Obiekt orientowany, barokowy, drewniany (modrzewiowy) konstrukcji wieńcowej, trójnawowy. Nawa i prezbiterium nakryte dachem dwuspadowym (do 2013 r. blacha, po 2013 gont). Nad nawą, na kalenicy, sygnaturka zwieńczona latarnią i cebulastym hełmem. Prezbiterium podwyższone, oddzielone tralkową balustradą, węższe od nawy, prostokątne, za nim zakrystia.
Ściany i stropy zdobi polichromia (motywy figuralne, roślinne i geometryczne) wykonana w 1978 roku. Nawę główną od bocznych oddzielają słupy z ozdobnymi, rzeźbionymi kapitelami, podtrzymujące strop.

## Wystrój i wyposażenie
- barokowe ołtarze
  - główny z obrazem Matki Bożej Częstochowskiej, nad nim przedstawienie Trójcy Świętej. Po obu stronach figury św. Piotra i św. Pawła.
  - dwa ołtarze boczne. W prawym obraz Serca Jezusowego, w lewym św. Anny Samotrzeć;
- Grupa Ukrzyżowania na belce tęczowej;
- kamienna chrzcielnica;
- ambona;
- konfesjonał – fotel z XVIII wieku[5] [3][6].

## Otoczenie kościoła

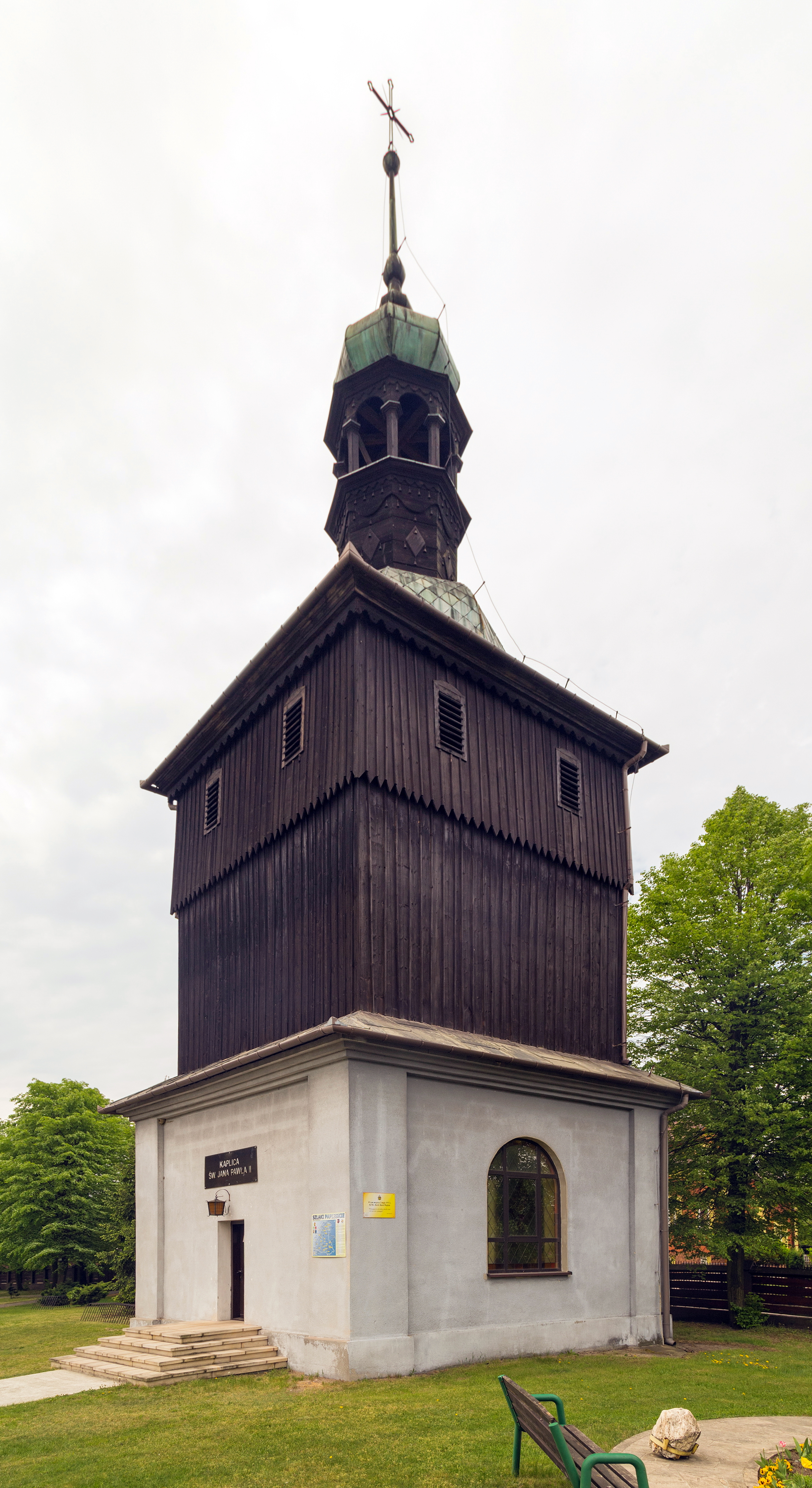
Dzwonnica

Obok kościoła stoi murowano – drewniana dzwonnica z 1973 roku, kopia dzwonnicy z Niegowici z XVII wieku.